# 4138 Kalchas
A 4138 Kalchas (ideiglenes jelöléssel 1973 SM) egy kisbolygó a Naprendszerben. Cornelis Johannes van Houten,  Ingrid van Houten-Groeneveld,  Tom Gehrels fedezte fel 1973. szeptember 19-én.